# Porthesaroa
Porthesaroa is een geslacht van vlinders van de familie spinneruilen (Erebidae), uit de onderfamilie Lymantriinae.

## Soorten
- P. aclyta Collenette, 1953
- P. aureopsis Hering, 1926
- P. brunea Griveaud, 1973
- P. lacipa Hering, 1926
- P. lithoides (Collenette, 1936)
- P. maculata Collenette, 1938
- P. masama Griveaud, 1977
- P. meyi Dall'Asta, 2004
- P. nicotrai Hartig, 1940
- P. noctua Hering, 1926
- P. parvula (Kenrick, 1914)
- P. procincta (Saalmüller, 1880)
- P. sogai Griveaud, 1973
- P. xanthoselas Collenette, 1959